# Camino de Manzanal
El Camino de Santiago por Manzanal, también Camino de o del Manzanal, heredero de la Via Nova  entre Asturica Augusta, Interamnium Flavium y Castro Bergidum, es considerado por algunos autores el camino o ruta jacobea más antigua, como expone Luis Vázquez de Parga en su obra «El Camino de Santiago», en la que afirma:

«[…] desde Astorga, vieja ciudad romana, capital del convento jurídico de su nombre, cuya importancia vino a oscurecer el crecimiento de la vecina León, se ofrecían dos caminos: uno, tal vez el más antiguo, iba por el puerto de Manzanal, mientras que el otro, después el preferido, por El Ganso, donde hubo un hospital, y por Rabanal del Camino, subía a Foncedabón, […]».
Luis Vázquez de Parga

En diciembre de 2020, el Camino de Santiago por Manzanal es reconocido como Camino Tradicional por la «Comisión de los Caminos a Santiago por Castilla y León», dependiente de la Consejería de Cultura y Turismo de la Junta de Castilla y León, siendo los caminos tradicionales «[…] aquellos con una función complementaria en el peregrinaje, y que han sido y siguen siendo ejes estructurantes […]», pasando a integrarse en lo que «[…] se denomina Caminos a Santiago o Caminos Jacobeos y [que] componen un abanico de alternativas para alcanzar ese destino».

## Trazado

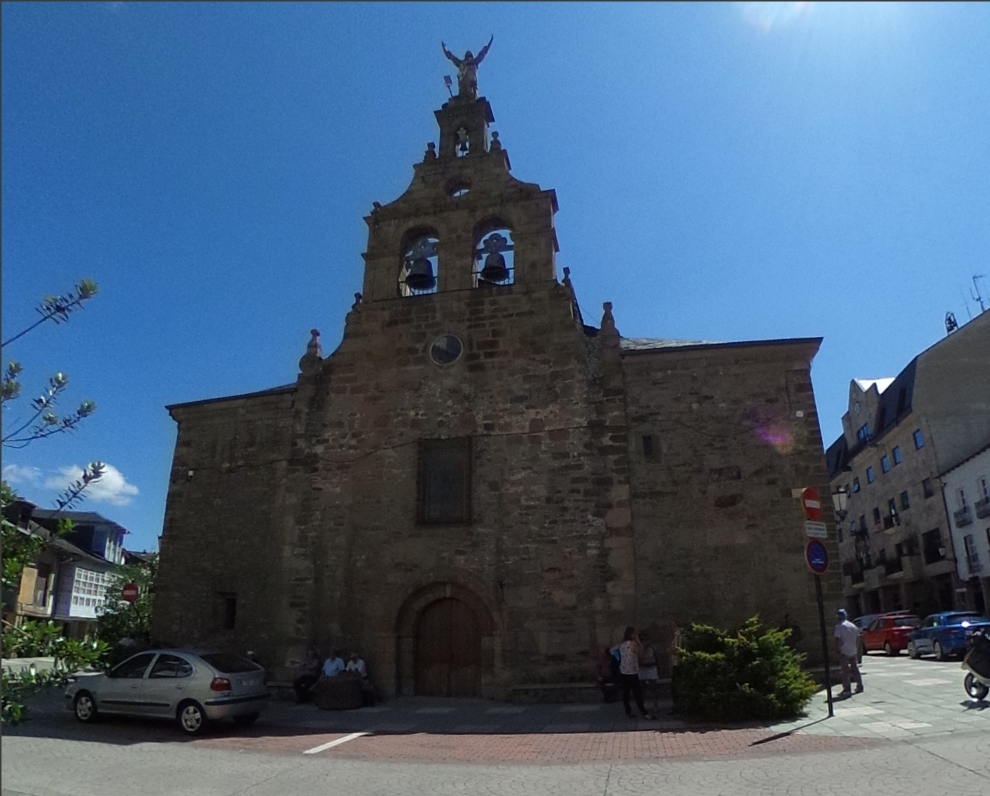
Puerta de Santiago o del Perdón - Bembibre

La ruta de peregrinación a Santiago de Compostela que transita por el Puerto de Manzanal parte de la ciudad de Astorga, discurre por Maragatería y Tierra de Astorga, accediendo a El Bierzo por ese puerto de Manzanal, por La Cepeda, continuando por el Bierzo Alto hasta Torre del Bierzo y Bembibre, donde se articulan tres variantes, siendo la principal la que prosigue por San Román de Bembibre, continuando por la Vía Nova, hacia Congosto, donde se encuentra con el Camino Olvidado, continuando por Cubillos del Sil, tras salvar el Embalse de Bárcena, y entroncando con el Camino Francés en Cacabelos.
Una segunda variante se inicia en San Román de Bembibre, hacia Almázcara y  Ponferrada, donde continúa el peregrinaje por el Camino Francés o el Camino de invierno o Camino de la Ribera Sacra, por el curso del río Sil y la Ribera Sacra, hasta Santiago de Compostela.
Así mismo, en el propio Bembibre, se articula una tercera variante, por Matachana, conectando con el Camino del Pero, variante propuesta por varias iniciativas populares, como la Asociación Cultural La Morana de Torre del Bierzo y la Junta Vencinal de Montealegre, junto a otras variantes que se analizan en apartado que sigue, unas propuestas tendentes, en general, a evitar zonas de tránsito rodado y/o a integrar diferentes núcleos poblacionales.

## Contexto

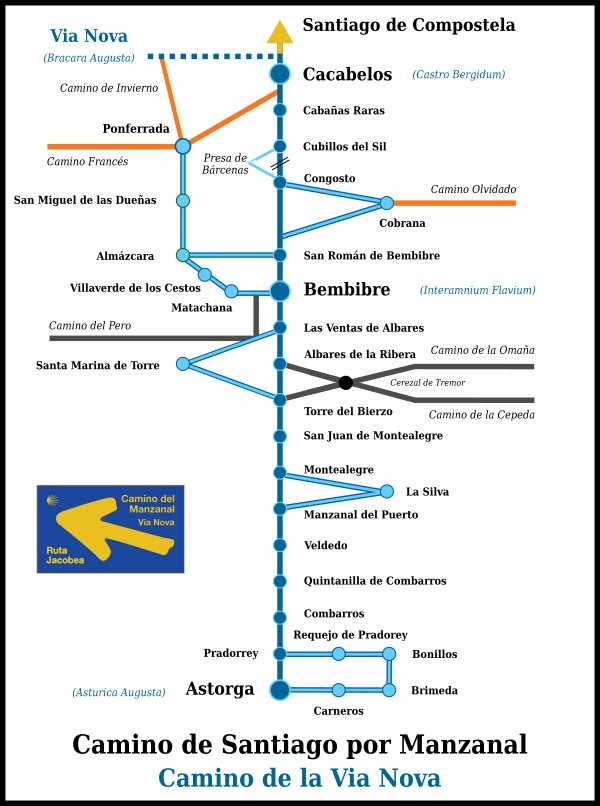
Esquema de mapa vial

El acceso a El Bierzo, como espacio de tránsito entre la meseta castellana, Galicia y Asturias, viene determinado por tres posibles vías, todas ellas relacionadas con rutas ancestrales, transformadas y adaptadas durante la romanización de Hispania, que son la conocida como ruta de Foncebadón por el Puerto de Foncebadón, la Via Nova por el puerto del Manzanal, y el acceso por los altos de Brañuelas y Cerezal, comunicando este último con La Cepeda por el este y con la Omaña por el norte, siendo usada la denominación de Camino Francés o Jacobeo para los tres acceso en el medievo.
De estas tres vías de comunicación, la Via Nova y el paso por el Manzanal, desde el punto de vista económico y de dominio en época romana, fue la más relevante, al ser la ruta por la que se consolidaba el poder de la Antigua Roma, transitando el oro procedente de Las Médulas y resto de explotaciones auríferas distribuidas por El Bierzo, junto a los bienes propios de la fiscalidad; las legiones romanas, el poder militar, y la Posta Imperial, la información, el Cursus publicus, importancia y relevancia que se mantiene a lo largo de los siglos como vía principal de comunicación entre la meseta castellana y Galicia.
De hecho, este será el camino que recorrerán Alexander von Humboldt y Aimé Bonpland en su viaje hacia La Coruña para embarcar rumbo a América, donde llevarán a cabo su expedición americana. De este tránsito, en mayo de 1799, dejan constancia de sus lecturas barométricas en «Puerto Manzanal 296», «Bembibre 314 - por la mañana 315,2» y «Villafranca 312 - por la mañana 322», lecturas que, unidas a las del trayecto que realizan entre Valencia, Madrid y La Coruña, permitirá generar el «Perfil de la península española según la dirección S.E-N.O.».
Unos años después, en 1837, será George Borrow, en viaje que recogería en su publicación La Biblia en España, quien transitaría por la misma ruta, Astorga, Manzanal, donde se dirige a «una venta al final del pueblo», Bembibre, donde vende una biblia, manifestando que «en aquellas horas no hubiera ambicionado yo mejor destino que el de ser pastor o cazador en las praderas o en las montañas de Bembibre», terminando la jornada en Villafranca.

## Antecedentes históricos
La ruta por Foncebadón, el itinerario expuesto en el Liber Sancti Iacobi, escrito a principios del siglo XII  y que se atribuye, no sin dudas, al clérigo francés Aymeric Picaud, que lo incluye en el libro V del Codex Calixtinus, y que dará lugar al hoy llamado Camino francés, siendo ésta la ruta principal, la más recorrida de todas, nunca ha sido una vía exclusiva. Con frecuencia los romeros tomaban en determinados lugares otros trazados alternativos por diversas razones, de seguridad, o para visitar algún santuario de su devoción; sencillamente, porque el camino resultaba más llevadero, lo que propiciará considerar «todas las rutas jacobeas como "Caminos de Santiago" (plural), pero sólo denomina(r)mos "Camino de Santiago" (singular) a la ruta de Somport y Roncesvalles hacia Santiago que describe el Codex Calixtinus en su Libro V».
Siendo un referente, en lo concerniente al Camino por Manzanal, la propuesta que en 1495 realiza el monje servita alemán Hermann Künig von Vach en su obra Die Walfart und Strass zu Sant Jacob, y a pesar de las dudas que plantea el recorrido que siguió al adentrarse en la comarca berciana, la documentación medieval permite avalar la utilización histórica de la Ruta de Manzanal como Iter Francigenum desde el año 1494, una percepción que se avala, al tratarse en el apartado «De Astorga a Ponferrada por el puerto de Manzanal» y sobre ese itinerario de Künig, con la afirmación:

«La forma confusa en que Künig da estos consejos, y tal vez la traducción difícil que utilizamos, permiten, sin embargo, identificar este  itinerario "a mano derecha de Astorga" con el que pasa por el puerto de Manzanal. [...] aún cuando descubre un trazado, que no debió de separarse mucho del que tenía la antigua vía romana ya mencionada, en la mayor parte de su recorrido».
Luis Vázquez de Parga

Este trazado es corroborado, con una definición más precisa del mismo, entre otras publicaciones, por la que recoge el texto:

«No podemos olvidar tampoco la posibilidad que tenían los peregrinos de recorrer el Bierzo por un itinerario diferente, que desde el puerto de Manzanal pasaba por las villas de Torre y Bembibre, continuaba después por S. Román y Congosto donde había un puente edificado en época medieval, para seguir prácticamente en línea recta hasta la localidad de Cacabelos en la que se tomaba de nuevo la ruta principal».
Mercedes Durany Castrillo

### Eje estructurante
En torno al camino de la Via Nova o de Manazanal, heredero de las vías 20, 19 y 18 del Itinerario de Antonino, que recorren el mismo trazado entre Asturica Augusta y Bergidum, se conforma un entramado de veredas, sendas, caminos, que confluyen en esta ruta principal, actuando la misma como eje estructurante de un abanico de alternativas para el peregrinaje, como el Camino de la Cepeda, en que confluye, a su vez, el Camino de Künig, o la Ruta del Pero, la Ruta de la Omaña, el Camino Olvidado y, ya en los últimos kilómetros, el Camino francés, o el Camino de invierno o Camino de la Ribera Sacra, que comparte parte de la Via Nova, ya en derivación hacia la comarca de Valdeorras, hacia la provincia de Orense.

Via Nova - Eje estructural de Rutas Jacobeas

En la parte occidental, Braga y Portugal, también Galicia, existen otros caminos que transcurren sobre tramos de la Via Nova, como el Camino de la Geira y los Arrieiros, trazado que se corresponde con el primer tramo de la Vía Romana (Geira Romana) XVIII, Via Nova, en sentido Braga (Bracara Augusta) — Astorga (Astúrica Augusta).

## Rutas

### Ruta principal

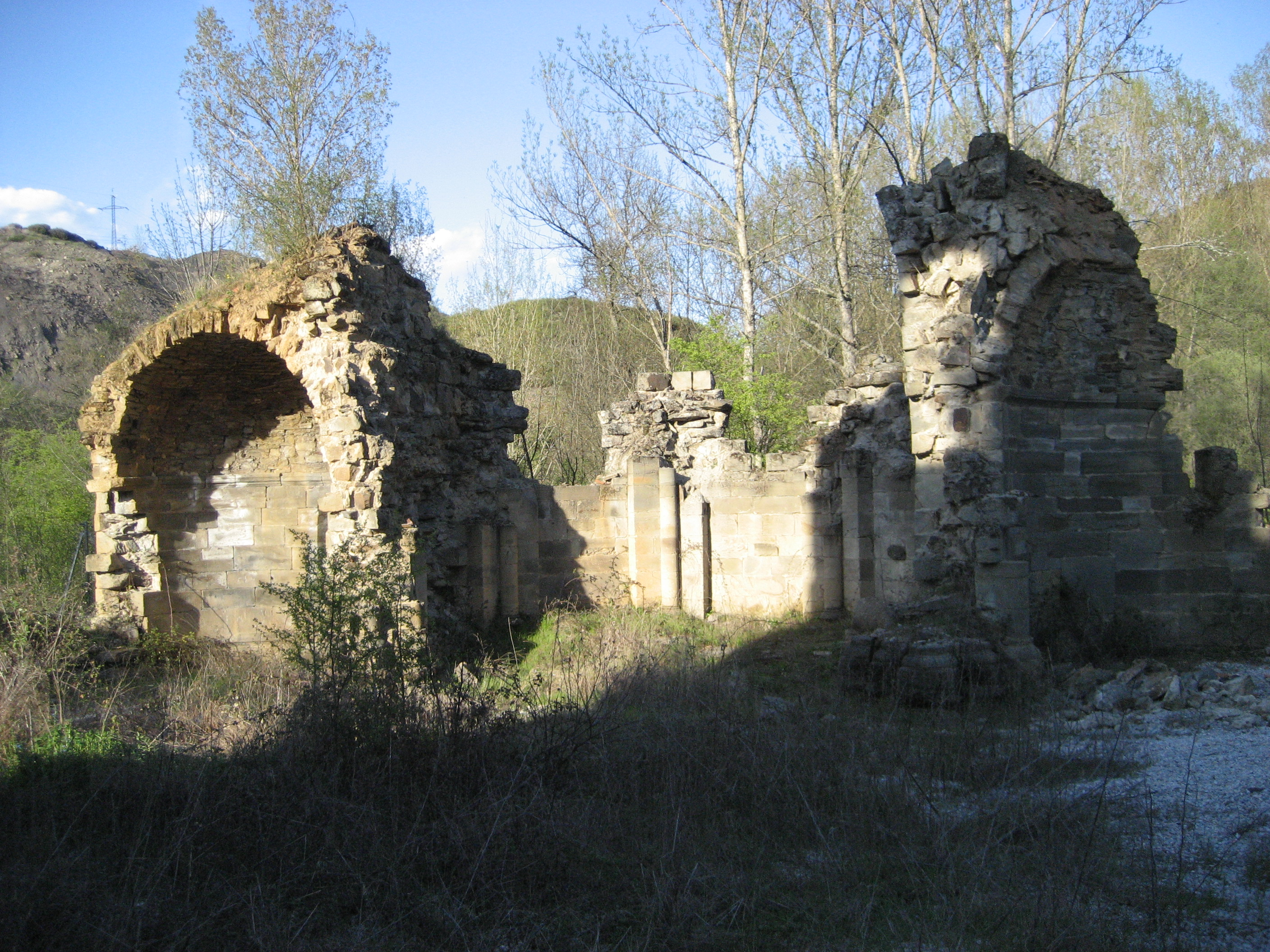
Monasterio de San Juan de Montealegre

La ruta principal del Camino de Manzanal sería aquella que recoge el trazado ancestral de la Via Nova, posteriormente Camino Real de Galicia a la Corte, obra de la segunda mitad del siglo XVIII que dirige Carlos Lemaur, considerada por Jovellanos en 1792 como «magnífica y digna de su gran ingenio», trazado y ruta que tendrá su continuidad, ya desviada hacia Ponferrada,  en la antigua carretera de Madrid a La Coruña N-VI, posteriormente N-6 y, ya muy desligada de sus orígenes, la autovía A-6, y sobre la que  Manuel Gómez-Moreno, en su obra manuscrita de 1906 Catálogo monumental de España: provincia de León, afirma, en referencia a esta Vía XVIII:

«[...] si bien llevándola luego hacia Ponferrada, sin razón suficiente, á mi parecer, puesto que las mediciones del Itinerio inducen á suponerla yendo derecha desde Bembibre á Cacabelos, por bajo de Congosto, paso natural y sencillo. Ya queda dicho, que según opinión antigua, Bembibre es heredera de Interamnium».

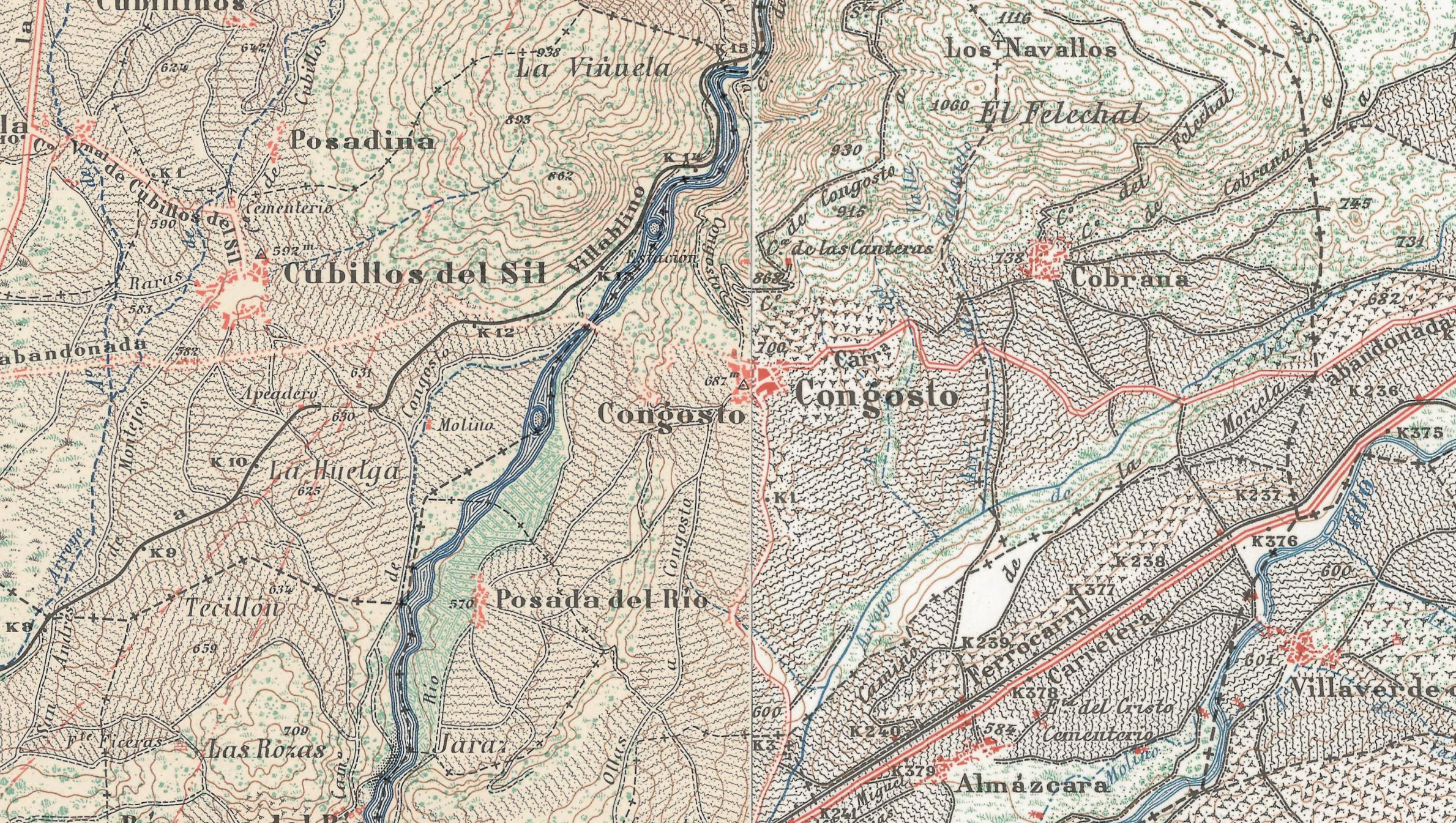
«Puente romano de la Vía Nova» o «Puente del Camino Real de Carlos III», entre Congosto y Cubillos del Sil, en MTN50 de 1934.

Una opinión que es corroborada por Antonio Blázquez, quien opta por la solución que da Coello de que la vía romana debía ir por Torre, Bembibre, San  Román, Congosto, Cubillos, Cabañas Raras y Cacabelos, y que recoge Severo Gómez Núñez en su conferencia pronunciada en la Sociedad  Geográfica Nacional el día 22 de junio de 1931, titulada La vía romana entre Asturica Augusta y Bergido Flavio y la situación probable de la ciudad de Interamnium Flavium.
Tránsito que se realizaría, entre otros, por el «puente romano de la Vía Nova» o «Puente del Camino Real de Carlos III»,  entre Congosto y Cubillos del Sil, anegado tras la construcción del Embalse de Bárcena, resultando una vía de comunicación no restituida.
Esta ruta, Via Nova, transcurre por las poblaciones que se indican en la tabla que sigue, todas ellas en la provincia de León.
| Camino de Santiago por Manzanal — Via Nova | Camino de Santiago por Manzanal — Via Nova | Camino de Santiago por Manzanal — Via Nova | Camino de Santiago por Manzanal — Via Nova | Camino de Santiago por Manzanal — Via Nova |
| Localidad                                  | Municipio                                  | A Santiago (km)                            | Altitud (m)                                | Wikiviajes                                 |
| ------------------------------------------ | ------------------------------------------ | ------------------------------------------ | ------------------------------------------ | ------------------------------------------ |
| Astorga                                    | Astorga                                    | ---                                        | 869                                        | Astorga                                    |
| Pradorrey                                  | Brazuelo                                   | ---                                        | 929                                        |                                            |
| Combarros                                  | Brazuelo                                   | ---                                        | 977                                        |                                            |
| Quintanilla de Combarros                   | Brazuelo                                   | ---                                        | 1040                                       |                                            |
| Veldedo                                    | Brazuelo                                   | ---                                        | 1121                                       |                                            |
| Manzanal del Puerto                        | Villagatón                                 | ---                                        | 1151                                       |                                            |
| Montealegre                                | Villagatón                                 | ---                                        | 1014                                       |                                            |
| San Juan de Montealegre                    | Villagatón                                 | ---                                        | 831                                        |                                            |
| Torre del Bierzo                           | Torre del Bierzo                           | ---                                        | 756                                        |                                            |
| Albares de la Ribera                       | Torre del Bierzo                           | ---                                        | 700                                        |                                            |
| Las Ventas de Albares                      | Torre del Bierzo                           | ---                                        | 698                                        |                                            |
| Bembibre                                   | Bembibre                                   | ---                                        | 644                                        | Bembibre                                   |
| San Román de Bembibre                      | Bembibre                                   | ---                                        | 628                                        |                                            |
| Congosto                                   | Congosto                                   | ---                                        | 689                                        |                                            |
| Cubillos del Sil                           | Cubillos del Sil                           | ---                                        | 577                                        |                                            |
| Cabañas Raras                              | Cabañas Raras                              | ---                                        | 551                                        |                                            |
| Cacabelos                                  | Cacabelos                                  | 193                                        | 479                                        |                                            |

### Variante Almázcara
Diversos autores proponen una continuidad de la Via Nova a través de la vega del Boeza, desde San Roman de Bembibre por Almázcara hacia Ponferrada, variante que refleja la Asociación de Municipios del Camino de Manzanal, promotora del reconocimiento recibido por la Comisión de los Caminos a Santiago por Castilla y León, y que transcurre por las poblaciones que se indican en la tabla que sigue.
| Camino de Santiago por Manzanal — Via Nova Variante Almázcara | Camino de Santiago por Manzanal — Via Nova Variante Almázcara | Camino de Santiago por Manzanal — Via Nova Variante Almázcara | Camino de Santiago por Manzanal — Via Nova Variante Almázcara | Camino de Santiago por Manzanal — Via Nova Variante Almázcara |
| Localidad                                                     | Municipio                                                     | A Santiago (km)                                               | Altitud (m)                                                   | Wikiviajes                                                    |
| ------------------------------------------------------------- | ------------------------------------------------------------- | ------------------------------------------------------------- | ------------------------------------------------------------- | ------------------------------------------------------------- |
| San Román de Bembibre                                         | Bembibre                                                      | ---                                                           | 628                                                           |                                                               |
| Almázcara                                                     | Congosto                                                      | ---                                                           | 585                                                           |                                                               |
| San Miguel de las Dueñas                                      | Congosto                                                      | ---                                                           | 569                                                           |                                                               |
| Ponferrada                                                    | Ponferrada                                                    | 209                                                           | 512                                                           |                                                               |

### Variante Matachana
Se propone la variante de Matachana como modo de evitar el tránsito por el altamente antropizado nudo de comunicaciones de San Román de Bembibre, variante que, por otro lado, supone la potenciación del Camino del Pero en su tránsito por el propio Bembibre o por el margen izquierdo del río Boeza.
| Camino de Santiago por Manzanal — Via Nova Variante de Matachana | Camino de Santiago por Manzanal — Via Nova Variante de Matachana | Camino de Santiago por Manzanal — Via Nova Variante de Matachana | Camino de Santiago por Manzanal — Via Nova Variante de Matachana | Camino de Santiago por Manzanal — Via Nova Variante de Matachana |
| Localidad                                                        | Municipio                                                        | A Santiago (km)                                                  | Altitud (m)                                                      | Wikiviajes                                                       |
| ---------------------------------------------------------------- | ---------------------------------------------------------------- | ---------------------------------------------------------------- | ---------------------------------------------------------------- | ---------------------------------------------------------------- |
| Bembibre                                                         | Bembibre                                                         | ---                                                              | 644                                                              | Bembibre                                                         |
| Matachana                                                        | Castropodame                                                     | ---                                                              | 659                                                              |                                                                  |
| Villaverde de los Cestos                                         | Castropodame                                                     | ---                                                              | 594                                                              |                                                                  |
| Almázcara                                                        | Congosto                                                         | ---                                                              | 585                                                              |                                                                  |

### Otras variantes
La primera variante se encuentra en el propio inicio del camino, en la salida de Astorga, con dirección hacia Carneros y Brimeda, retornando a la Via Nova en Pradorrey, un trazado que trata de evitar el tramo inicial de la vía astorgana conocida por Rectivia, la Carretera Nacional VI, espacio altamente antropizado, una intención que se mantiene en lo posible a lo largo del trazado que se propone para el Camino del Manzanal.
Una segunda variante, en el alto del puerto, se propone para el acceso a La Silva, al igual que la tercera, en el tránsito entre Torre del Bierzo y Bembibre, por Santa Marina de Torre, variante que se adapta al trazado de la N-VI y que permite la conexión con el Camino del Pero.
| Camino de Santiago por Manzanal — Via Nova | Camino de Santiago por Manzanal — Via Nova | Camino de Santiago por Manzanal — Via Nova | Camino de Santiago por Manzanal — Via Nova | Camino de Santiago por Manzanal — Via Nova |
| Localidad                                  | Municipio                                  | A Santiago (km)                            | Altitud (m)                                | Wikiviajes                                 |
| Salida de Astorga                          | Salida de Astorga                          | Salida de Astorga                          | Salida de Astorga                          | Salida de Astorga                          |
| ------------------------------------------ | ------------------------------------------ | ------------------------------------------ | ------------------------------------------ | ------------------------------------------ |
| Astorga                                    | Astorga                                    | ---                                        | 869                                        |                                            |
| Carneros                                   | Villaobispo de Otero                       | ---                                        | 931                                        |                                            |
| Brimeda                                    | Villaobispo de Otero                       | ---                                        | 872                                        |                                            |
| Bonillos                                   | Brazuelo                                   | ---                                        | 895                                        |                                            |
| Requejo de Pradorrey                       | Brazuelo                                   | ---                                        | 911                                        |                                            |
| Pradorrey                                  | Brazuelo                                   | ---                                        | 927                                        |                                            |
| La Silva                                   |                                            |                                            |                                            |                                            |
| Montealegre                                | Villagatón                                 | ---                                        | 1014                                       |                                            |
| La Silva                                   | Villagatón                                 | ---                                        | 889                                        |                                            |
| San Juan de Montealegre                    | Villagatón                                 | ---                                        | 831                                        |                                            |
| Santa Marina de Torre                      |                                            |                                            |                                            |                                            |
| Torre del Bierzo                           | Torre del Bierzo                           | ---                                        | 756                                        |                                            |
| Santa Marina de Torre                      | Torre del Bierzo                           | ---                                        | 842                                        |                                            |
| Las Ventas de Albares                      | Torre del Bierzo                           | ---                                        | 698                                        |                                            |
| Cobrana                                    |                                            |                                            |                                            |                                            |
| San Román de Bembibre                      | Bembibre                                   | ---                                        | 628                                        |                                            |
| Cobrana                                    | Congosto                                   | ---                                        | 735                                        |                                            |
| Congosto                                   | Congosto                                   | ---                                        | 689                                        |                                            |

La última variante señalada, de Cobrana, además de permitir la conexión con el Camino Olvidado en población previa a Congosto, en que confluyen el Camino de Manzanal y el dicho Camino Olvidado, posibilita el acceso al Santuario de la Virgen de la Peña, situado en la cumbre del monte Turcia, a 860 metros de altura, unos 130 de elevación sobre el terreno, lo que supone, además de sus connotaciones religiosas, disfrutar de una visión panorámica de las singularidades de El Bierzo desde el denominado «El balcón de El Bierzo».
Esta variante propicia el itinerario alternativo que se puede seguir, entre Congosto y Cubillos del Sil, rodeando el Embalse de Bárcena por el norte, dirigiéndose hacia Santa Marina del Sil y cruzado el inicio del embalse por un puente de la antigua línea ferroviaria Ponferrada-Villablino, continuando por las vías de este trazado y atravesando 3 túneles, para llegar a las puertas de Cubillos bordeando el pantano, con un total de unos 23 kilómetros.[cita requerida]